# Strange Old Brew
Strange Old Brew è il secondo album full-length della band norvegese Carpathian Forest, pubblicato nel 2000 dalla Avantgarde Music. Ne è stata pubblicata anche una versione in LP limitata a 500 copie. È stato scritto e registrato durante lo stesso periodo di Morbid Fascination of Death, che verrà pubblicato l'anno seguente.

## Tracce
1. Intro - Damnation Chant – 1:01
2. Bloodcleansing – 2:43
3. Mask of the Slave – 4:12
4. Martyr / Sacrificulum – 3:26
5. Thanatology – 4:40
6. The Suicide Song – 3:40
7. House of the Whipcord – 3:58
8. Cloak of Midnight – 5:28
9. Return of the Freezing Winds – 3:07
10. Theme from Nekromantikk – 3:04
11. The Good Old Enema Treatment – 1:52
12. He's Turning Blue (Bonus track) – 2:53

## Formazione
- "Hellcommander" Nattefrost - voce, tastiera e chitarra
- J. Nordavind - chitarra, tastiera e voce
- Anders Kobro - batteria
- Tchort - basso

## Altri musicisti
- Nina Hex - Voce femminile in House of the Whipcord e Cloak of Midnight
- E. Kulde - Voce di accompagnamento in Blood Cleansing e Return of the Freezing Winds
- Arvid Thorsen - Sassofono in House of the Whipcord